# Bolwell

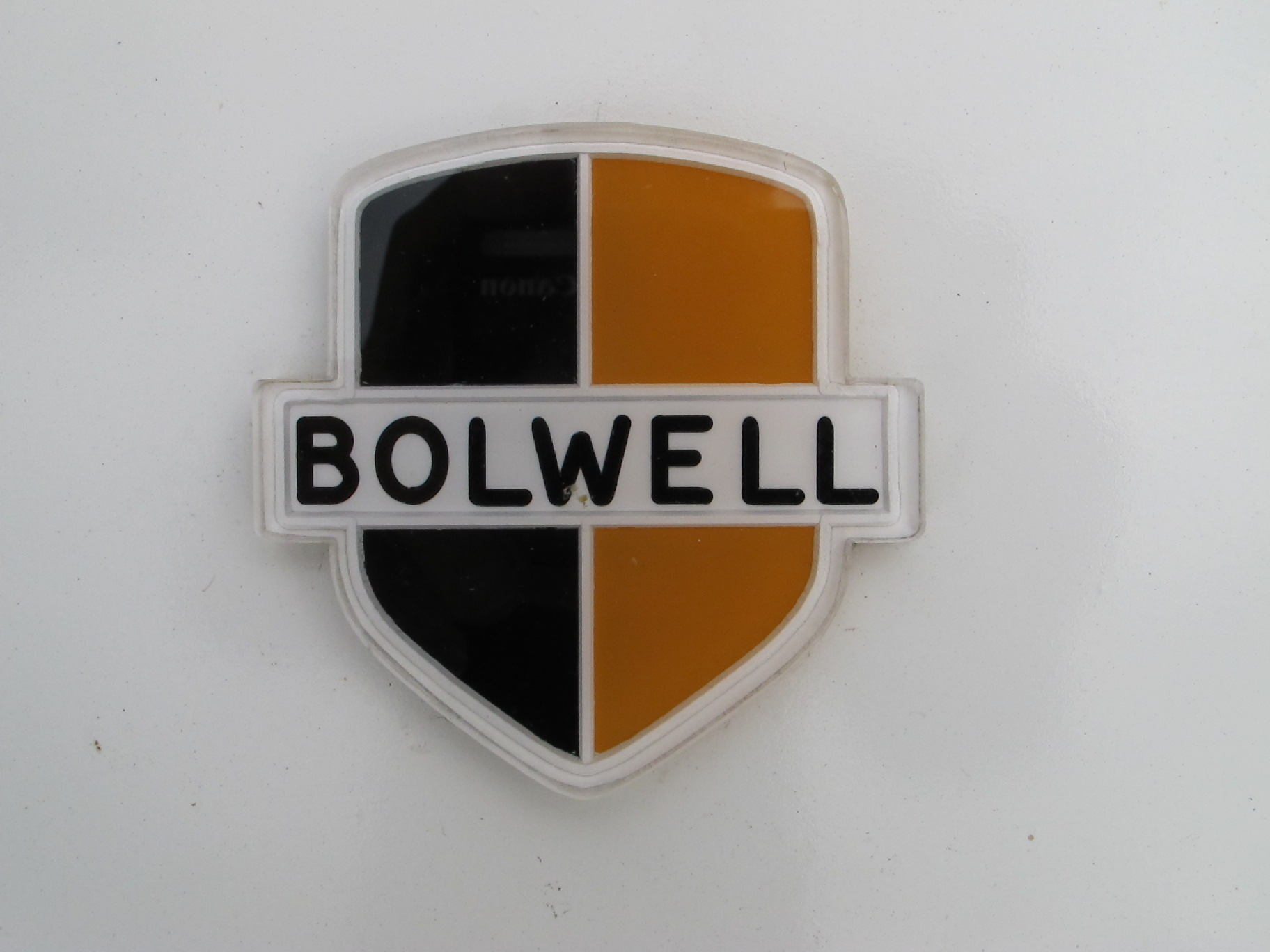
Emblem von Bolwell

Bolwell ist ein australischer Automobilhersteller. Die erste Firma Bolwell Cars Pty Ltd aus Mordialloc, einem Stadtteil von Melbourne im Bundesstaat Victoria, baute von 1962 bis 1982 Sportwagen. Seit 2008 setzt die Bolwell Car Company aus Seaford in Victoria die Serienfertigung neuer Wagen fort, nachdem sie einige Jahre lang nur Konzeptfahrzeuge gebaut hatte.

## Modelle

### Mk. IV
Der Mk. IV war ein Kit Car, das als Coupé mit Flügeltüren oder als offener Sportwagen angeboten wurde. Von 1962 bis 1964 wurden über 200 Exemplare gefertigt.

### Mk. V
Von 1964 bis 1966 entstanden 75 Stück Mk. V – Coupés. Die meisten Komponenten kamen von Holden.

### Mk. VI
Der Mk. VI – auch SR6 genannt – war ein Rennsportwagen mit Mittelmotor, von dem 1968 nur ein Einzelstück entstand.

### Mk. VII

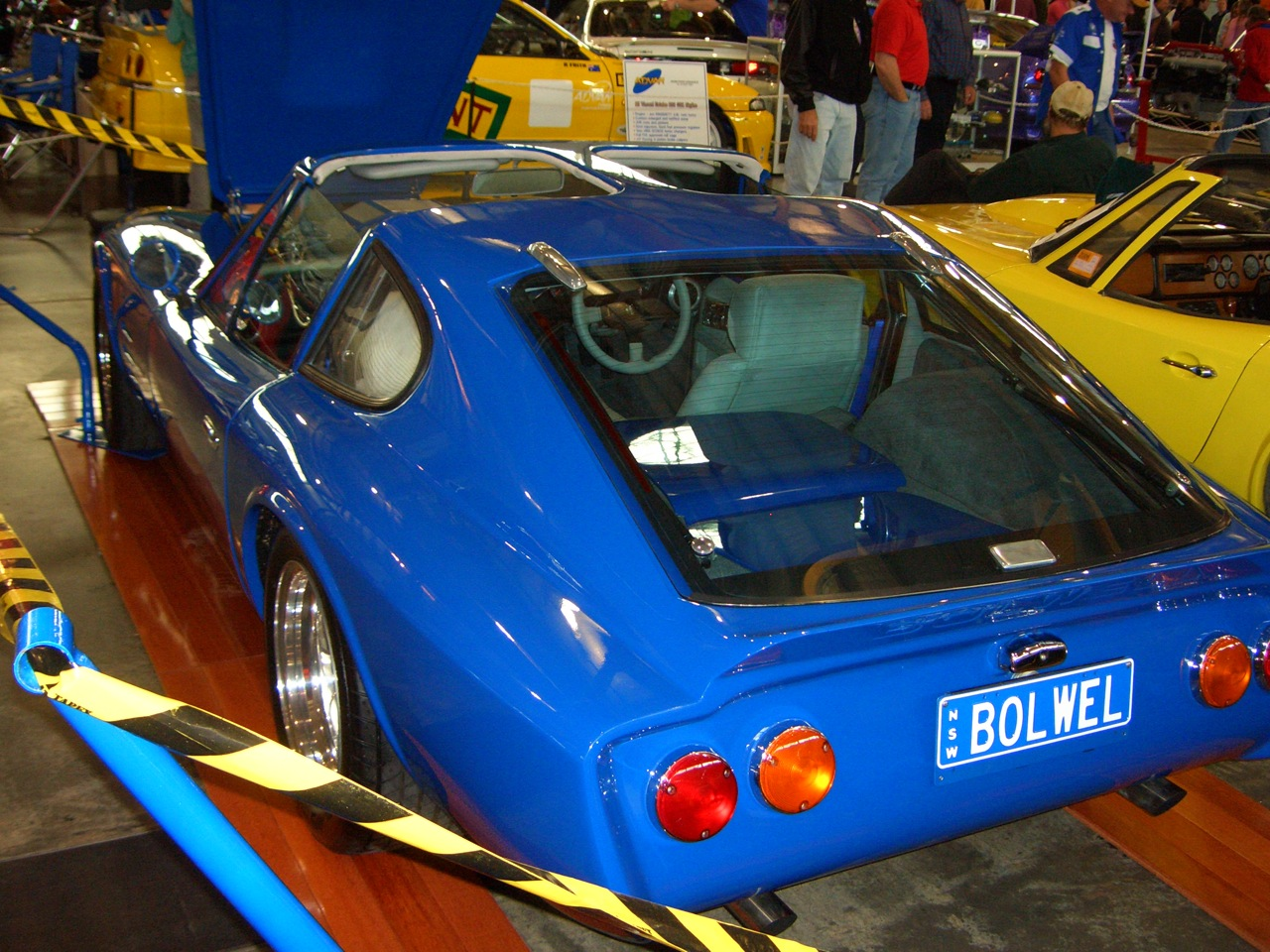
Bolwell Mk. VII

Von 1967 bis 1972 entstanden 400 Exemplare des Mk. VII. Das Coupé wurde meist als Kit, öfters aber auch als fertig montiertes Auto verkauft.

### Mk. VIII Nagari

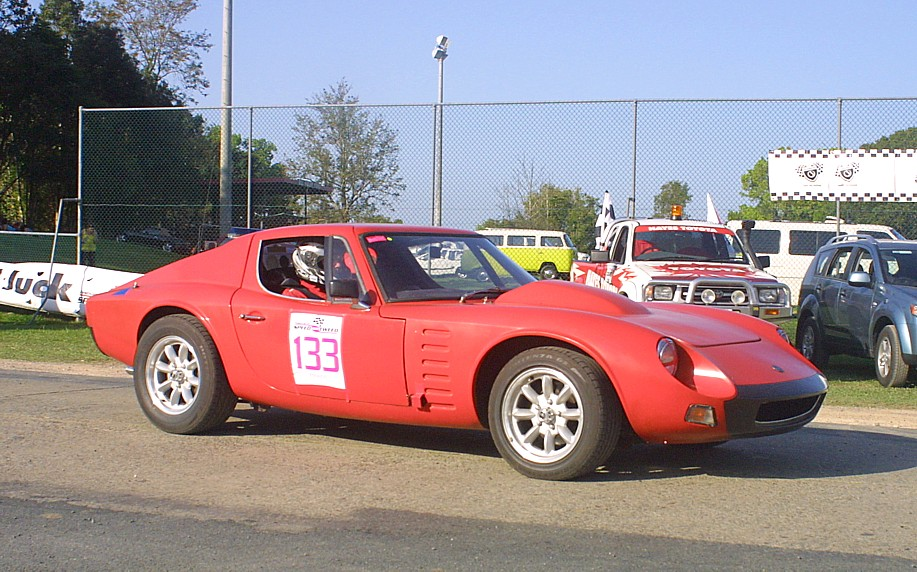
Bolwell Mk. VIII Nagari

Der Mk. VIII – besser bekannt als Bolwell Nagari – war ein von einem Ford-V8-Motor angetriebenes Modell, das ab 1969 im Angebot war. Die Wagen wurden in der Bolwell-Fabrik fertig montiert. Es gab ein Coupé und ab 1972 auch ein Cabriolet. 1974 wurde die Produktion eingestellt. Insgesamt entstanden 127 Coupés und 13 Cabriolets.

### Mk. IX Ikara
Der Mk. IX Ikara, konzipiert 1979, war ein Sportwagen mit Mittelmotor. Dem Antrieb diente ein 1,6 l-Vierzylinder-Reihenmotor aus dem VW Golf. Über einen Gitterrahmen war eine GFK-Karosserie gezogen, die keine Türen hatte. Etwa 20 Exemplare wurden gefertigt.

### Mk. X Nagari

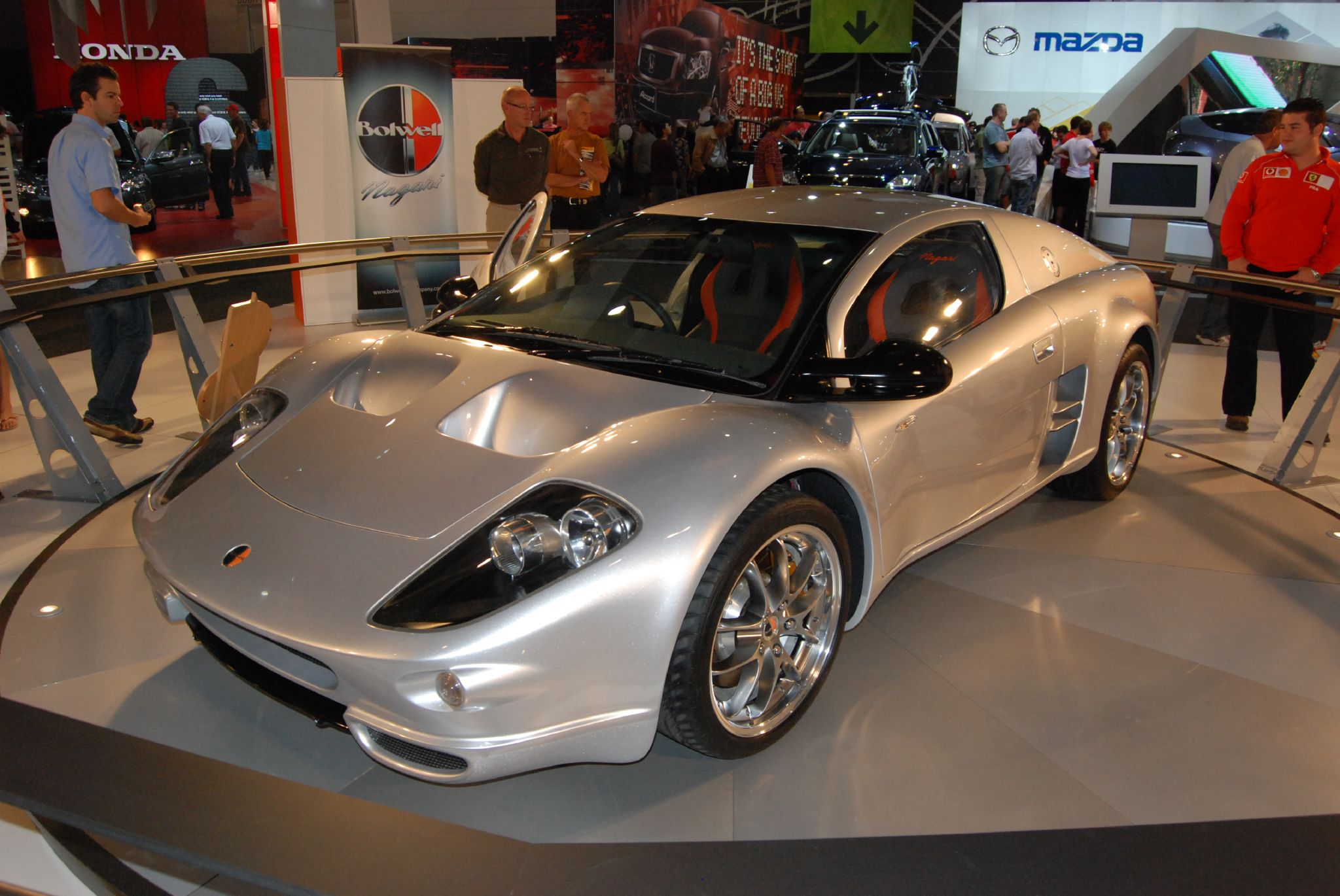
Bolwell Mk. X Nagari

Ein neuer Bolwell Nagari, der Mk. X, wurde auf der Melbourne Motor Show im März 2008 vorgestellt. Die Serienfertigung begann 2009.